# Cassida prasina
Cassida prasina is een keversoort uit de familie bladkevers (Chrysomelidae). De wetenschappelijke naam van de soort werd in 1798 gepubliceerd door Johann Karl Wilhelm Illiger.